# Petouchki
Petouchki (en russe : Петушки) est une ville de l'oblast de Vladimir, en Russie, et le centre administratif du raïon Petouchinski. Sa population s'élevait à 13 317 habitants en 2021.

## Géographie
Petouchki est située sur la rive gauche de la rivière Kliazma, à 64 km au sud-ouest de Vladimir et 118 km à l'est de Moscou.

## Histoire
La ville fut d'abord un village qui s'est développé près de la gare de Petouchki, ouverte en 1861 sur la voie ferrée Moscou–Vladimir. Le village de Novie Petouchki accéda au statut de commune urbaine en 1928. En 1965, elle obtint le statut de ville et prit son nom actuel.
L'écrivain Venedikt Erofeïev (1938-1990) a écrit Moscou-Pétouchki (Moscou-sur-Vodka), un roman satirique achevé en 1969 et qui circula longtemps sous forme de samizdat.

## Population
Recensements (*) ou estimations de la population
| 1926  | 1931  | 1959*  | 1970*  | 1979*  |
| ----- | ----- | ------ | ------ | ------ |
| 1 226 | 5 500 | 11 475 | 12 862 | 17 602 |

| 1989*  | 2002*  | 2010*  | 2012   | 2013   |
| ------ | ------ | ------ | ------ | ------ |
| 20 144 | 16 482 | 15 148 | 14 760 | 14 375 |

| 2021*  | - | - | - | - |
| ------ | - | - | - | - |
| 13 317 | - | - | - | - |